# Гаркуша, Фёдор Иванович
Фёдор Иванович Гаркуша (1920—1996) — лейтенант Советской Армии, участник Великой Отечественной войны, Герой Советского Союза (1944).

## Биография
Родился 17 февраля 1920 года в селе Павловка (ныне — Васильковский район Днепропетровской области Украины) в семье крестьянина. Окончил семь классов школы, после чего работал комбайнёром в машинно-тракторной станции. 
В 1938 году был призван на службу в Рабоче-крестьянскую Красную Армию. В 1941 году окончил Минское кавалерийское училище. С июня того же года — на фронтах Великой Отечественной войны. К июлю 1943 года гвардии лейтенант Фёдор Гаркуша командовал взводом конной разведки 224-го гвардейского стрелкового полка 72-й гвардейской стрелковой дивизии 7-й гвардейской армии Степного фронта. Отличился во время битвы за Курской дуге.
В начале июля 1943 года, возглавив группу из 5 человек, отразил попытку противника захватить командный пункт полка. В августе, действуя отдельными группами, взвод под командованием Фёдора Гаркуши овладел господствующими высотами, захватил 4 тяжёлых и 15 лёгких пулемётов, а также уничтожил несколько десятков вражеских солдат и офицеров.
Указом Президиума Верховного Совета СССР «О присвоении звания Героя Советского Союза офицерскому, сержантскому и рядовому составу Красной Армии» от 22 февраля 1944 года за «образцовое выполнение боевых заданий командования при форсировании реки Днепр, развитие боевых успехов на правом берегу реки и проявленные при этом отвагу и геройство» был удостоен высокого звания Героя Советского Союза с вручением ордена Ленина и медали «Золотая Звезда» за номером 1434.
В 1946 году был уволен в запас. Проживал в посёлке Васильковка Днепропетровской области, до 1976 года работал на мельнице. Скончался 6 февраля 1996 года, похоронен в Васильковке.
Был также награждён орденом Отечественной войны 1-й степени и рядом медалей.